# Abito funerario in giada

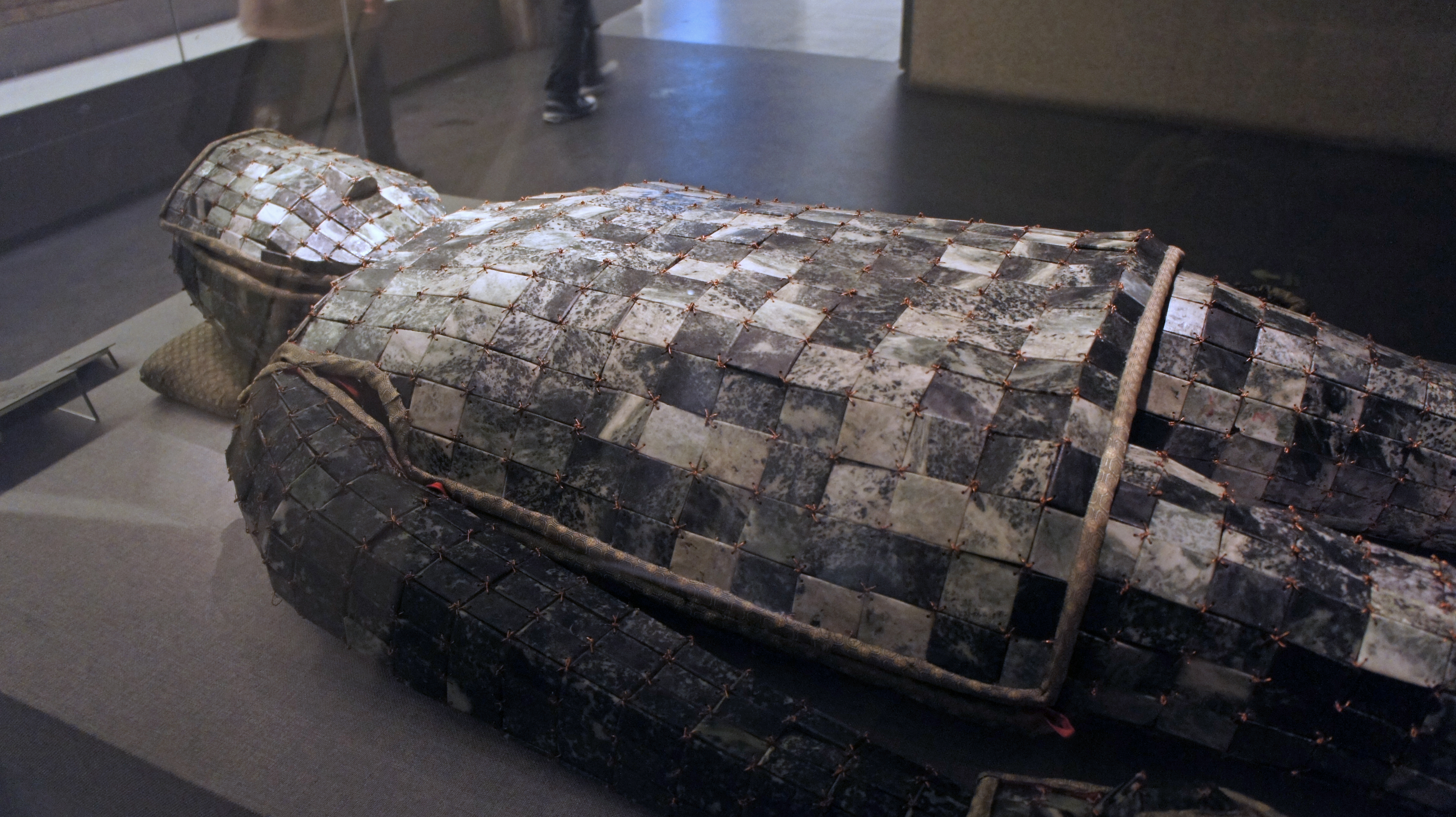
Abito funerario in giada di Liu Sui, principe di Liang, degli Han occidentali, realizzato con 2.008 pezzi di giada

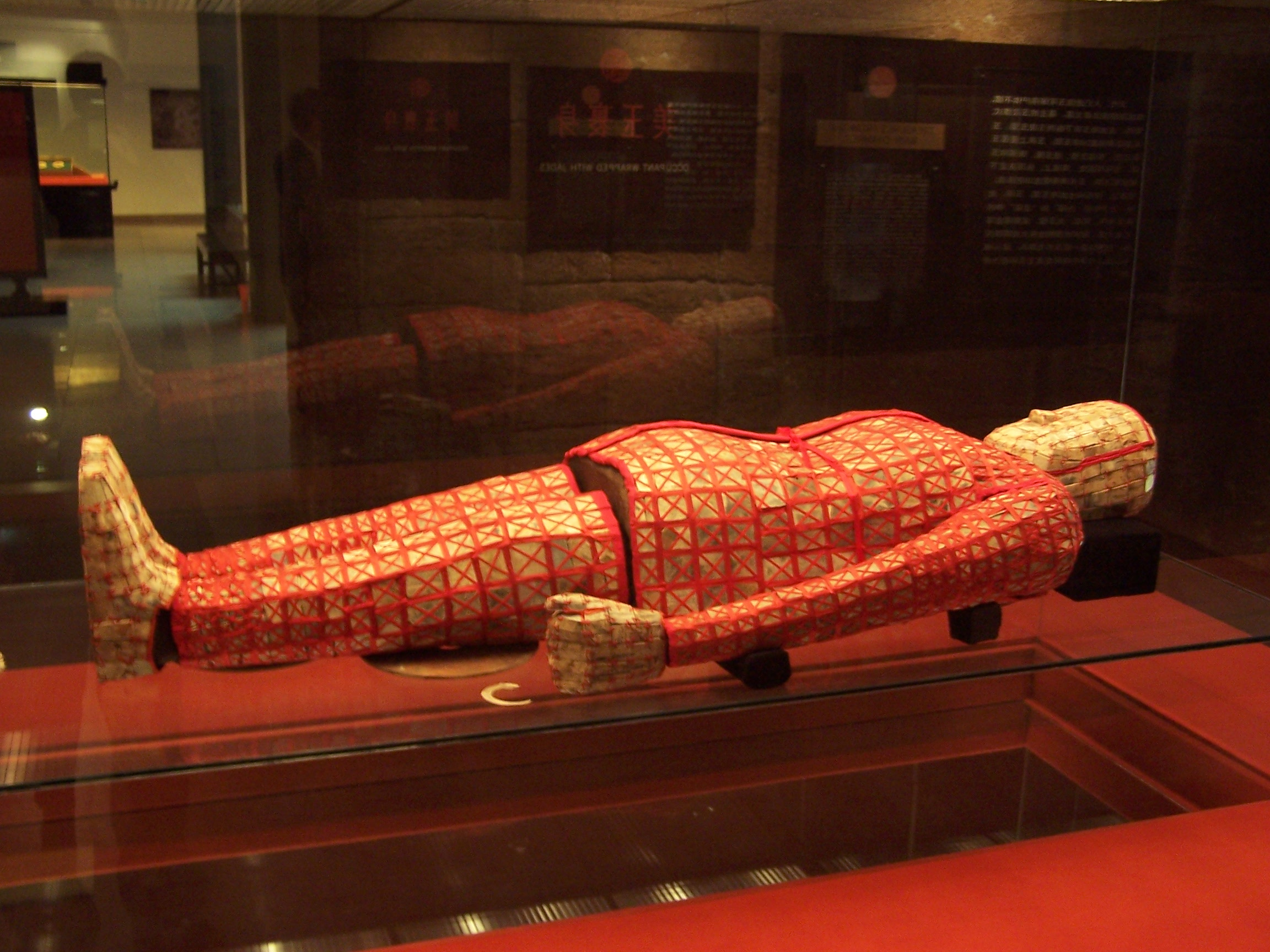
Abito funerario in giada di Zhao Mo, re di Nanyue - Museo del Mausoleo del Re Nanyue (Canton).

Un abito funerario in giada (cinese 玉衣S, Yù YīP, lett. "Abito di giada") è un abito cerimoniale fatto di pezzi di giada in cui furono sepolti i membri e dignitari della dinastia Han (206 a.C.–220 d.C.) nella Cina imperiale.

## Descrizione
Negli abiti funerari di giada ritrovati ad oggi, le tessere di giada hanno per lo più forma quadrata o comunque rettangolare, sebbene ne siano state trovate anche con forma triangolare, trapezoidale e romboidale. Le tessere sono spesso unite mediante filo metallico, fatto passare attraverso piccoli fori praticati vicino agli angoli di ciascun pezzo. La composizione del filo poteva variare; in diversi ritrovamenti le tessere sono risultate unite con fili d'oro o d'argento. In altri casi, come per l'abito del re Zhao Mo, era stato utilizzato del filo o nastro di seta che si sovrapponeva ai bordi delle tessere. In alcuni casi, sono stati trovati ulteriori elementi di giada sotto il copricapo, tessere sagomate per coprire gli occhi e tappi per adattarsi alle orecchie e al naso del defunto.
Secondo il 後漢書T, 后汉书S, Hòu HànshūP, lett. "Libro degli Han posteriori" (V secolo) il tipo di filo utilizzato dipendeva dallo status sociale del defunto. Gli abiti funerari degli imperatori utilizzavano filo d'oro; principi, principesse, duchi e marchesi, filo d'argento; filo di rame per i loro figli e figlie; filo di seta per gli aristocratici minori. A tutti gli altri, era fatto divieto d'esser sepolti con un abito di giada e dovevano pertanto contentarsi d'un corredo di giada più modesto: amuleti, pendagli, ecc. L'esame dei reperti noti, come i due esemplari ritrovati a Mancheng, ha però rivelato che queste regole non venivano sempre seguite. Considerando le vaste dimensioni del paese e i mezzi relativamente lenti di diffusione delle informazioni, non sorprende che i materiali e le tecniche utilizzate in un abito funerario occasionalmente differissero dalle linee guida ufficiali.
Creare un abito funerario era estremamente costoso e solo i ricchi aristocratici potevano permetterselo. Inoltre, il processo di produzione era ad alta intensità di manodopera e si stima fossero richiesti diversi anni per la realizzazione di un singolo capo.

## Storia

### Storia culturale

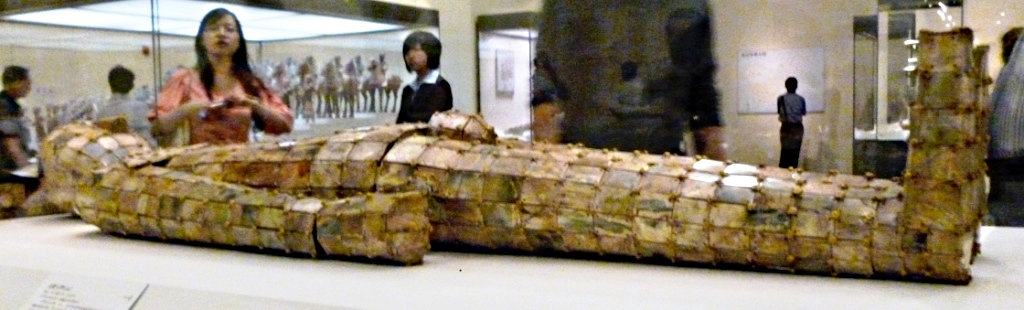
Abito funerario di giada del re Liu Xiu di Zhongshan (morto nel 57 a.C.) - Museo nazionale della Cina (Pechino).

Per molti anni, gli archeologi ignorarono l'esistenza degli abiti funerari di giada. Gli antichi testi cinesi facevano riferimento a contenitori/rivestimenti di giada per i cadaveri ma non era chiaro che si trattasse di abiti veri e propri in tessere di minerale! La scoperta, nel 1968, di due abiti completi di giada nelle tombe di Liu Sheng e Dou Wan a Mancheng (Hebei) dimostrò finalmente la loro esistenza. Si ritiene ora che gli abiti funerari di giada fossero in realtà relativamente comuni tra gli aristocratici più ricchi della dinastia Han (206 a.C.–220 d.C.) ma che nel corso dei secoli la maggior parte sia andata perduta a causa delle attività dei tombaroli.
L'incorruttibilità del cadavere era un'antica credenza dell'alchimia cinese associata alla giada, all'oro e al cinabro. Il 抱樸子T, 抱朴子S, BaopuziP, lett. "[Libro del] Maestro [che] abbraccia la semplicità" (c. 320) dell'alchimista (fangshi) Ge Hong riporta che: «quando l'oro e la giada vengono inseriti nei nove orifizi [del corpo], i cadaveri non si decompongono.» Si credeva che l'abolizione della decadenza dimostrasse il potere degli elementi e dei preparati alchemici poiché tramite essi «il corruttibile si era rivestito di incorruttibilità», giustificando, in tal modo, il diffuso ricorso dei cinesi del tempo agli elisir di lunga vita preparati con i medesimi composti, tossici per il corpo umano.

### Storia del sito

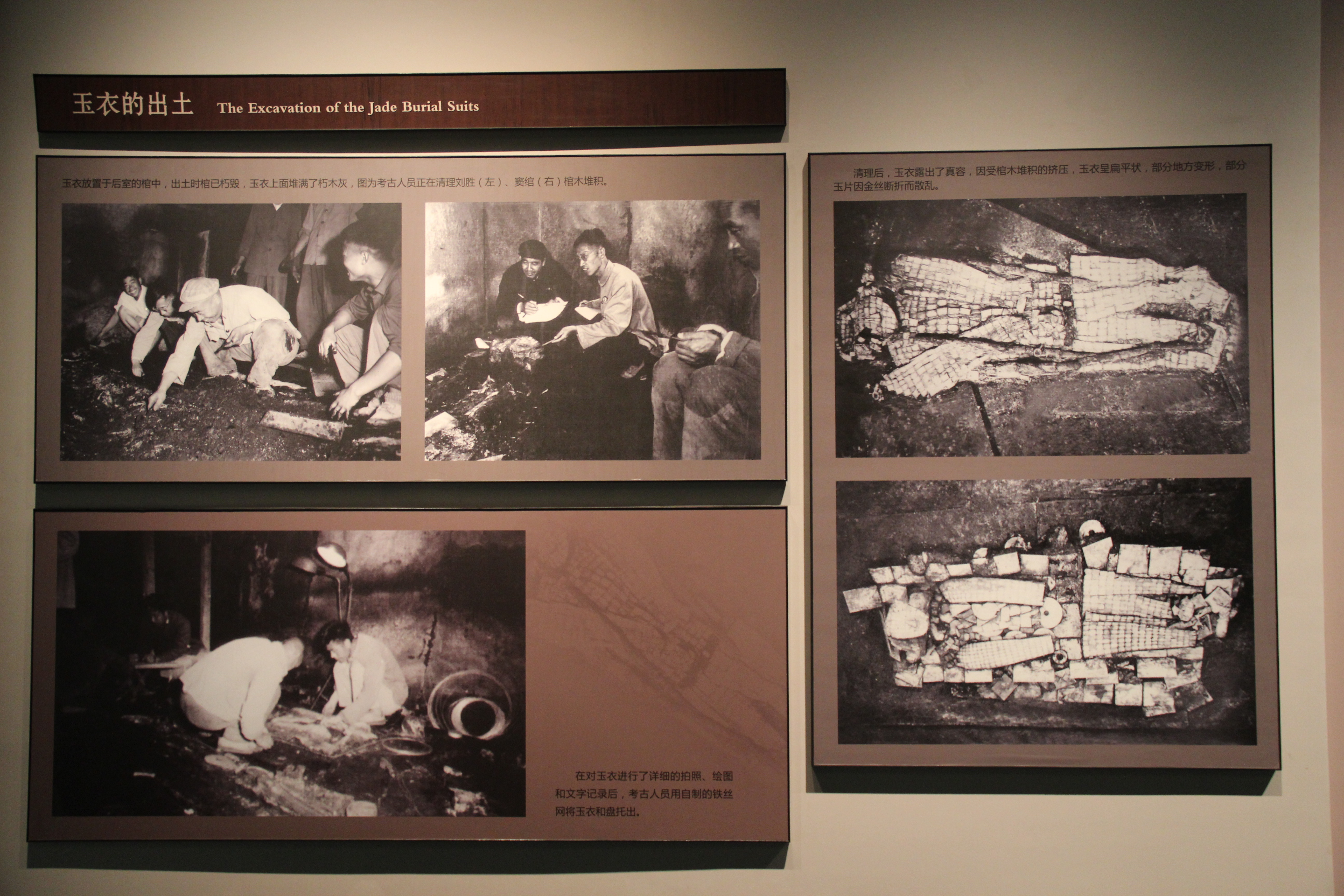
Scavo degli abiti funerari di giada prelevati dal Museo del Hebei a Shijiazhuang (Hebei).

Sono state scoperte tombe del Periodo delle primavere e degli autunni (722–481), appartenenti ai duchi dello stato Jin a Quwo, in cui il corpo era ricoperto da piccoli pezzi di giada un tempo intrecciati con filo di seta. Gli abiti di giada di Liu Sheng e Dou Wan consistevano di 2.498 piastre di giada collegate con 2,5 libbre (1,1 kg) di fili d'oro.
Dalla scoperta del primo abito funerario di giada, ci sono stati numerosi ulteriori ritrovamenti. Nel 1973, a Dingxian (Hebei), fu scoperto un esemplare appartenente al principe Huai della dinastia Han occidentale: consisteva di 1.203 pezzi di giada e 2.580 grammi di filo d'oro. Nel 1983, un abito di giada fu trovato nella tomba di Zhao Mo, il secondo re dello Yue meridionale, a Canton (oggi esposto nel Museo locale del Mausoleo del Re Nanyue): il filo di seta rossa utilizzato per legare e ribordare le 2.291 piastre di giada rappresenta l'immersione di Zhao Mo nella cultura locale. Nel 1991, un abito funerario di giada fu rinvenuto in un gruppo di tombe monumentali del re di Chu, Liu Wu, a Xuzhou: questo magnifico esemplare in giada e oro a grandezza naturale è sopravvissuto praticamente intatto, possedendo quindi un alto valore per l'apprezzamento artistico.

## Galleria d'immagini

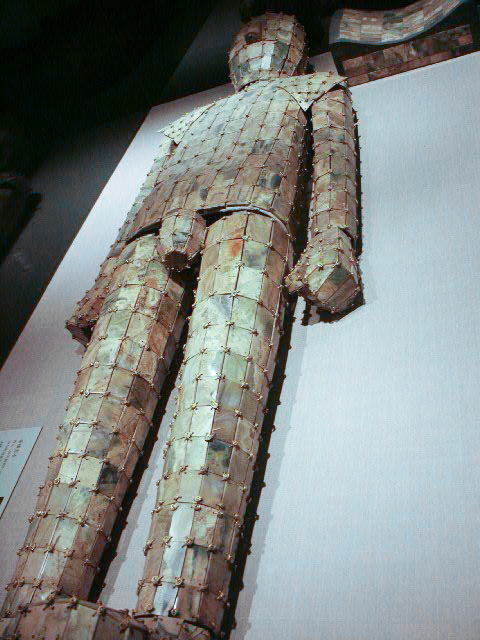
Abito funerario di giada degli Han - Museo nazionale della Cina (Pechino)
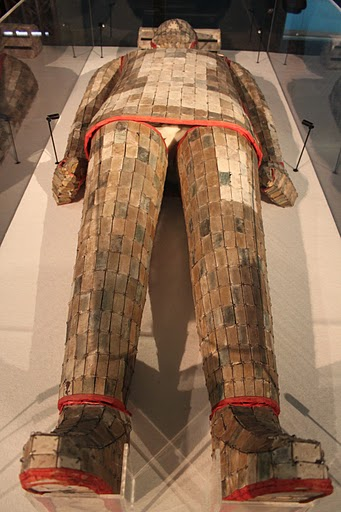
Abito funerario di giada - Museo dello Henan (Zhengzhou)
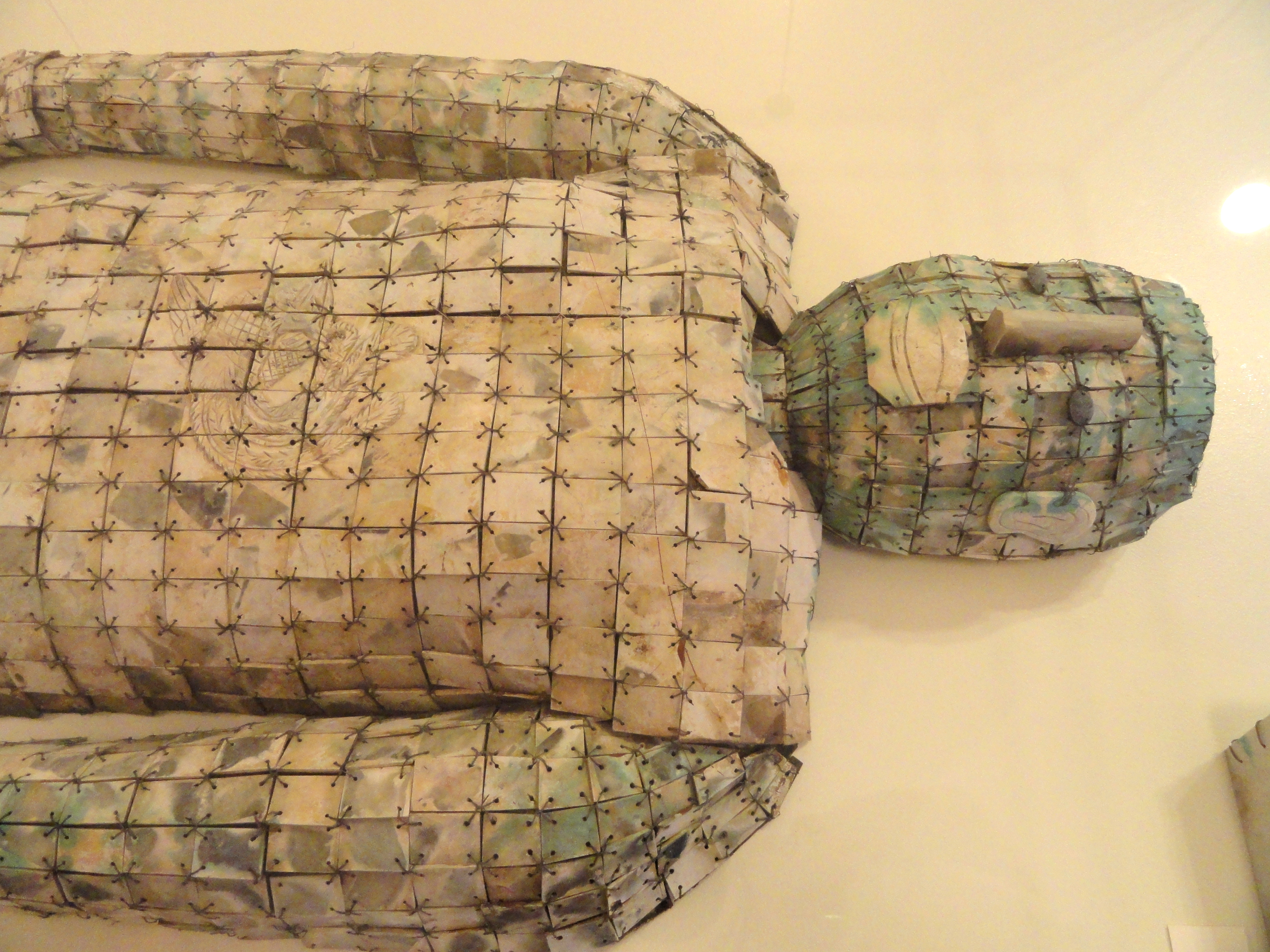
Abito funerario di giada (e rame) - George Walter Vincent Smith Art Museum (Springfield, Massachusetts)
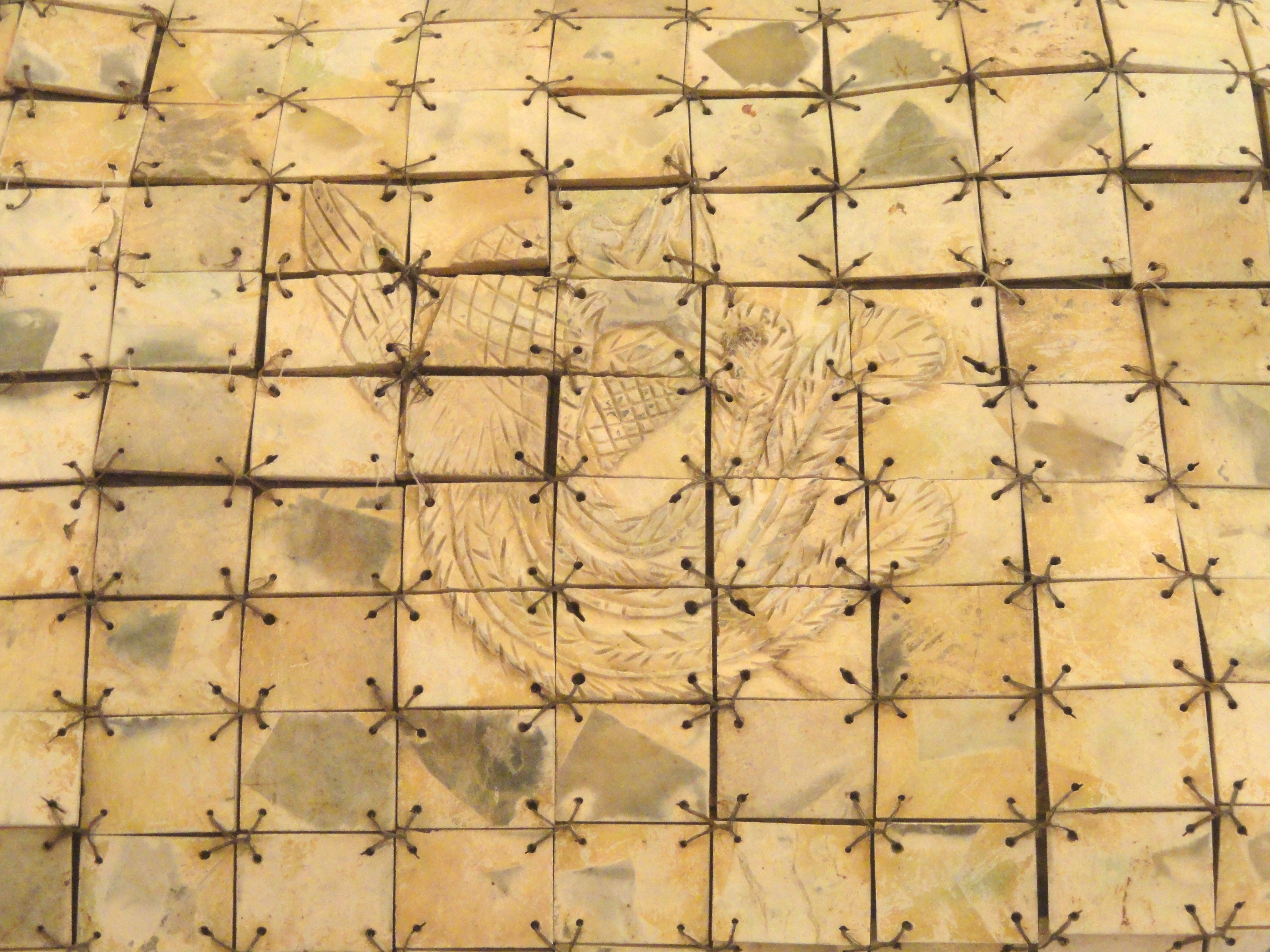
Idem - DETTAGLIO
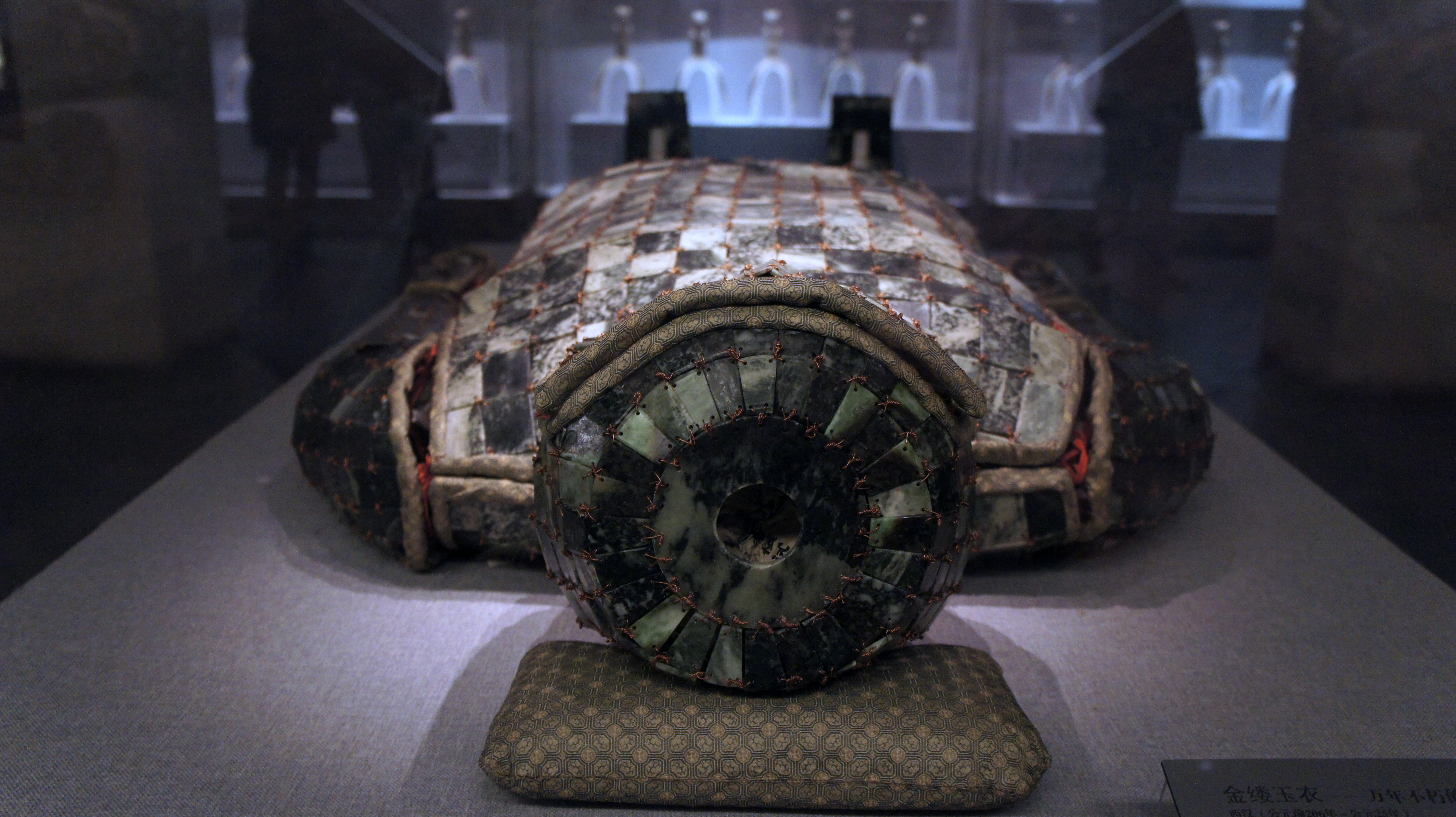
Abito funerario di giada del principe Liu Sui di Liang, degli Han occidentali - DETTAGLIO della testa
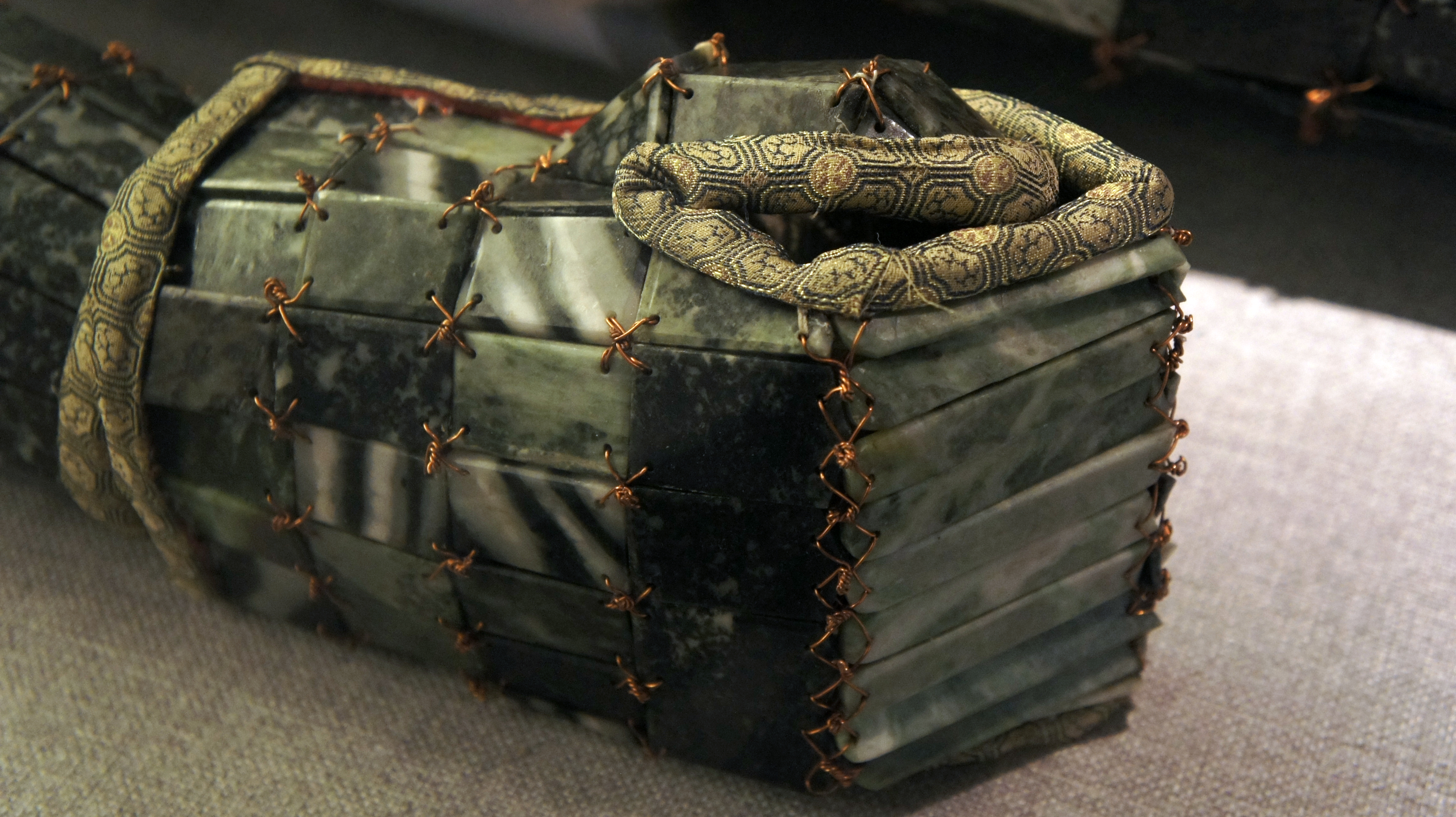
Abito funerario di giada del principe Liu Sui di Liang, degli Han occidentali - DETTAGLIO di una mano